# نیمه تاریک
نیمهٔ تاریک (به انگلیسی: The Dark Half) یک کتاب در ژانر وحشت روان‌شناختی اثر استیون کینگ است.